# Ségolène Royal
Ségolène Royal (fil), född 22 september 1953 i Dakar i Senegal, är en fransk politiker och 2004–2014 president i regionen Poitou-Charentes. Hon är medlem av Parti Socialiste och har haft flera ministerposter. Den senaste var mellan 2 april 2014 och 10 maj 2017 miljö- och energiminister i regeringen Valls I och den efterföljande regeringen Valls II. Hon efterträddes på posten av Nicolas Hulot.
Hon har varit invald i nationalförsamlingen som representant för departementet Deux-Sèvres sedan 1988 och har från och med april 2004 varit president för regionrådet i Poitou-Charentes. Den 16 november 2006 utsågs Royal efter en medlemsomröstning till socialistpartiets presidentkandidat i franska presidentvalet 2007.

## Biografi
Royal är dotter till Jacques Royal (överste i artilleriet) och Hélène Dehaye. Under nära trettio år var Royal sambo med Frankrikes president François Hollande. Med honom har hon fyra barn. När PACS (pacte civil de solidarité), en form av registrerat partnerskap, infördes i Frankrike 2001, spreds ett rykte om att paret hade ingått ett sådant, vilket de emellertid inte hade gjort . Deras separation offentliggjordes samtidigt med resultaten från andra valomgången till parlamentet 2007.

### Högre utbildning
- Ekonomexamen från Université de Nancy II
- Examen från Institut d'études politiques de Paris
- Elev vid École nationale d'administration (årgång "Voltaire")

### Politisk karriär
I december 2005 uttryckte hon sitt intresse för att nomineras som presidentkandidat för socialistpartiet inför valen 2007. Enligt opinionsundersökningar var hon då den, jämte Nicolas Sarkozy, som den franska befolkningen helst skulle se som president. Den 16 november 2006 valdes hon med bred marginal (60,6 %) av partiets medlemmar till de franska socialisternas presidentkandidat i 2007 års presidentval.
Hon var politisk rådgivare till François Mitterrand under hans första mandatperiod som president.

## Ministerposter
- 3 april 1992 till 29 mars 1993: Miljöminister i regeringen Bérégovoy
- 4 juni 1997 till 27 mars 2000: biträdande skolminister i regeringen Jospin, arbetade under utbildningsministern Claude Allègre
- 27 mars 2000 till 27 mars 2001: biträdande minister med ansvar för familje- och barnfrågor i regeringen Jospin, arbetade under arbets- och solidaritetsministern Martine Aubry
- 28 mars 2001 till 5 maj 2002: biträdande minister med ansvar för familje- barn- och handikappsfrågor i regeringen Jospin, arbetade under arbets- och solidaritetsministern Elisabeth Guigou
- 2 april 2014 till 10 maj 2017: miljö- och energiminister. i regeringen Valls I och regeringen Valls II

## Politiska mandat på nationell nivå
- 13 juni 1988 till 2 maj 1992: representant för Deux-Sèvres (hoppade av för att arbeta i regeringen Bérégovoy)
- 2 april 1993 till 21 april 1997 : representant för Deux-Sèvres
- 1 juni 1997 till 4 juli 1997: representant för Deux-Sèvres (hoppade av för att arbeta i regeringen Jospin)
- sedan juni 2002: representant för Deux-Sèvres

### Misslyckanden
År 1995 misslyckades hennes försök att bli borgmästare i Niort, då splittringen bland socialisterna ledde till att den sittande borgmästaren, Bernard Bellec, blev omvald.
I mars 1998 fick hon ej tillräckligt stöd i lokalvalen i Deux-Sèvres.
År 2007 förlorade hon presidentvalet mot Nicolas Sarkozy i den andra valomgången.

## Rättsliga turer
Det franska rådet conseil de prud'hommes i Niort fann 1999 Royal skyldig till att i samband med kampanjen inför valet 1998 ha anlitat ett antal kvinnliga medarbetare som inte fick betalt.

## Publikationer
- Le printemps des grands-parents, Éd. Robert Laffont, 1987.
- Le Ras-le-bol des bébés zappeurs, Éd. Robert Laffont, 1989.
- Pays, paysans, paysages, la réconciliation est-elle possible ?, Éd. Robert Laffont, 1993.
- École, informatique et nouveaux comportements, Éd. L'Harmattan, 2000.
- La vérité d'une femme, Éd. Stock, 2001.